# Rosa sertata
Rosa sertata — вид рослин з родини трояндових (Rosaceae); ендемік Китаю.

## Опис
Кущ 1–2 метри заввишки. Гілочки циліндричні, стрункі, голі; колючки парні внизу листя, а іноді і слабо розсіяні, циліндричні, прямі, до 8 мм, дрібні, різко звужуються до дископодібної основи. Листки включно з ніжками 5–8 см; прилистки в основному прилягають до ніжки, вільні частини яйцюваті, голі край залозисто-запушений, верхівка загострена; остови й ніжки мало-запушені, залозисто-запушені й коротко колючі; листочків зазвичай 7–15, широко еліптичні або яйцювато-еліптичні, (0.6)1–2.5 × 0.7–1.5 см, голі або знизу вздовж серединної середини рідко запушені, основа майже округла, край просто пилчастий до подвійно-пилчастого, цілий біля основи, верхівка гостра або округло-тупа. Квітки поодинокі, або 2 або 3 і більше в щитку, 2–3.5 см у діаметрі. Чашолистків 5, яйцювато-ланцетні. Пелюсток 5, рожеві або трояндові, широко-зворотно-яйцюваті, основа широко клиноподібна, верхівка виїмчаста. Цинародії насичено-червоні, яйцюваті, 1.2–2 × ≈ 1 см у діаметрі, голі або рідкісно залозисті; чашолистки стійкі, випростані.

## Поширення
Ендемік Китаю: Аньхой, Ганьсу, Хенань, Хубей, Цзянсу, Цзянсі, Шеньсі, Шаньсі, Сичуань, Юньнань, Чжецзян. Населяє нещільні ліси, схили, береги потоків, узбіччя доріг: росте на висотах 1400–2200 метрів.